# 1975 Pikelner
Az 1975 Pikelner (ideiglenes jelöléssel 1969 PH) a Naprendszer kisbolygóövében található aszteroida. Ljudmila Csernih fedezte fel 1969. augusztus 11-én.